# الطريق السيارة رقم 4 (تونس)
| شبكة الطرقات التونسية |                                                                               |
| الطريق السيارة رقم 4  |                                                                               |
| طريق بنزرت السيارة    |                                                                               |
|                       |                                                                               |
| الطول                 | 51 كم                                                                         |
| الافتتاح              | 1 يوليو 2002                                                                  |
| الاتجاه               | شمال - جنوب                                                                   |
| الحد الي              | تونس                                                                          |
| التقاطعات             | الطريق الوطنية رقم 8 على مستوى أوتيك الطريق الجهوية رقم 151 على مستوى العالية |
| الحد الي              | بنزرت                                                                         |
| المدن الرئيسية        | تونس أوتيك العالية منزل بورقيبة بنزرت                                         |
| الشبكة                | الطرقات السيارة التونسية                                                      |
|                       |                                                                               |

الطريق السيارة رقم 4 هي طريق سيارة في الجمهورية التونسية تربط بين تونس و بنزرت.

## التاريخ
في إطار تنمية هيكلة شبكة الطرقات التونسية و ربط المدن التونسية الكبرى ببعضها البعض، عملية بناء الطريق السيارة أ 4 بدأت في 15 أكتوبر 1999 (في إطار خطة التنمية الثامنة في الاقتصاد التونسي) و انتهت الأشغال في 1 يوليو 2002 بتكلفة إجمالية تقدر ب179 مليون دينار تونسي. المآصر تم وضعها في 29 مايو 2003.

## مواصفات الطريق

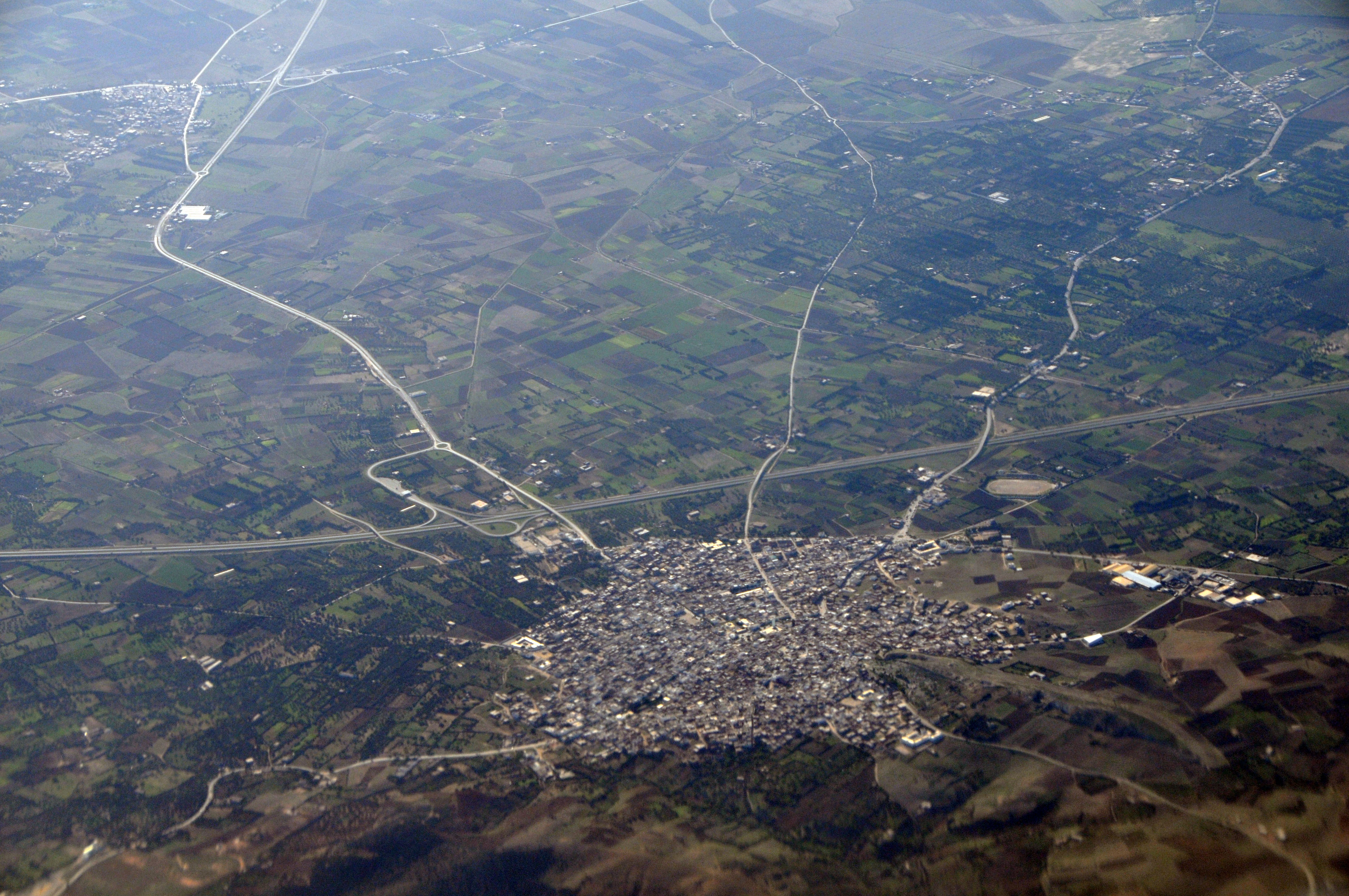
صورة جوية لمدينة العالية بجانبها الطريق السيارة

مع طول يبلغ 51 كم، أ4 يحتوي على 2 تقاطعات، 3 جسور، 1 فضاء إستراحة، و 1 مأصر (محطة إستخلاص) يقع على مساحة 11 هكتار. يتم تحديد السعر في المآصر حسب عدد الكيلومترات المقطوعة، 25 مليم في الكيلومتر (0.01 يورو ؛ 0.01 دولار أمريكي) للسيارات الخفيفة، و 60 مليم في الكيلومتر (0.02 يورو ؛ 0.03 دولار أمريكي) للسيارات الثقيلة.
هذه الطريق السيارة تربط بالطريق السيارة رقم 1. يبلغ عرض الطريق 34 متر، و يوصل هذا الطريق إلى المركز التجاري الكبير «تونس سيتي» الذي يحتوي على مغازة جيان و بريكوراما.

### المخارج و التقاطعات

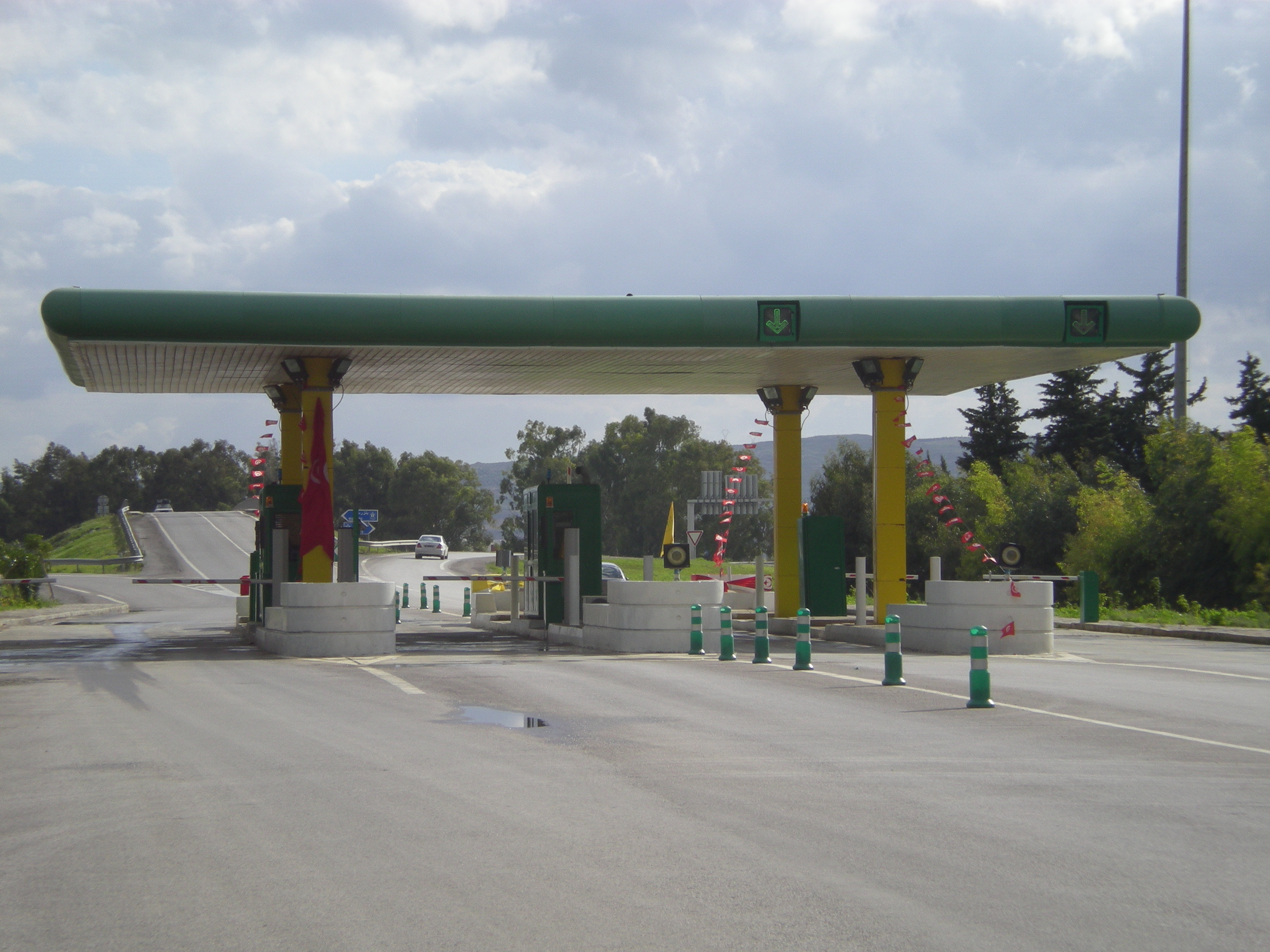
محطة إستخلاص أوتيك

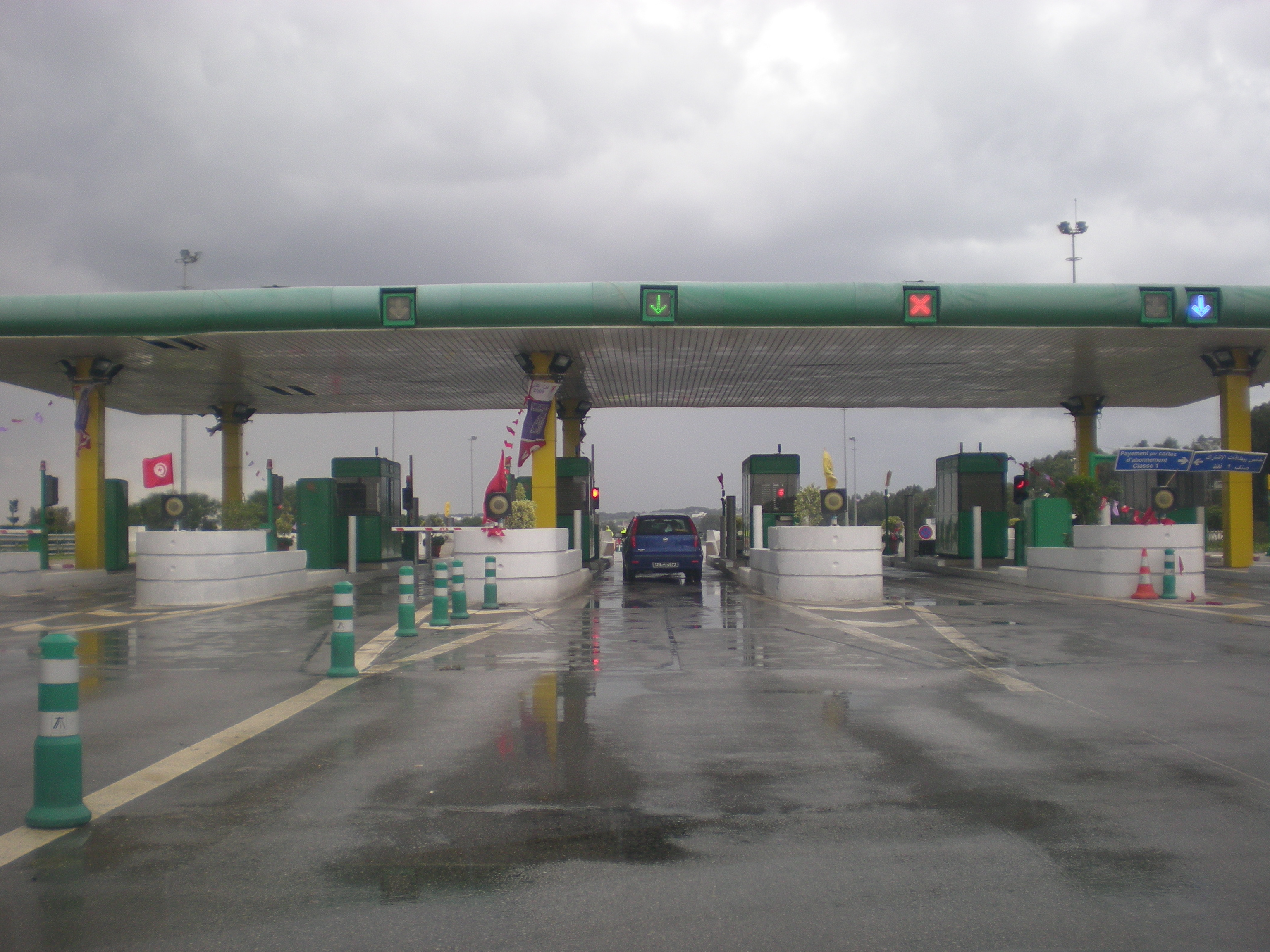
محطة إستخلاص منزل جميل

- محول بين أ4 و المركز التجاري «تونس سيتي»
- محطّة استخلاص تونس
- - 01, أوتيك مع  محطّة استخلاص : تقاطع مع الطريق الوطنية رقم 8
- - 01, العالية مع  محطّة استخلاص : تقاطع مع الطريق الجهوية رقم 151
- محطّة استخلاص منزل جميل

## فضاأت الاستراحة

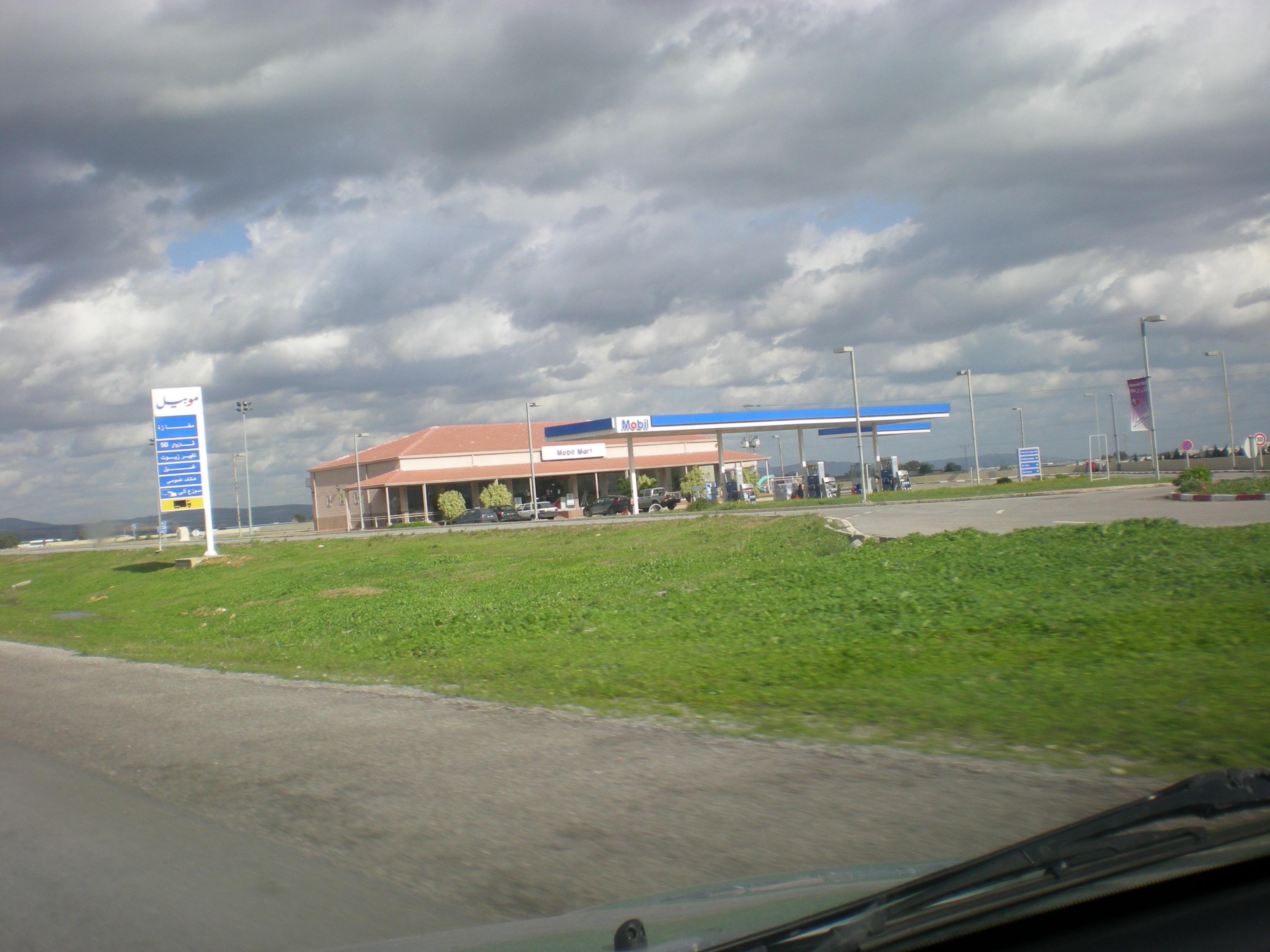
فضاء الإستراحة بأوتيك

تحتوي هذه الطريق السريعة على فضاء استراحة واحد و يوجد في أوتيك.

## أماكن حساسة
القسم الموجود على مستوى الغابات بين مدينة العالية و مدينة منزل الجميل يمثل خطرا على السيارات بسبب وجود الخنازير البرية خاصة في فصل الشتاء، و لكن هذا الخطر تم التقليل منه بعد تركيز حواجز حديدية للحماية على أطراف الطريق.

## التمديد
- تم التوسيع و التمديد في الطريق السريعة أ 4 من محول العالية حتى مدينة منزل بورقيبة بفضل عملية التمديد بإضافة 25 كم من الطرق السريعة حيث تم فتح الطريق سنة 2006.

## مقالات ذات صلة
- قائمة الطرقات السيارة في تونس